# Mammillaria pilispina
Mammillaria pilispina là một loài thực vật có hoa trong họ Cactaceae. Loài này được J.A. Purpus mô tả khoa học đầu tiên năm 1912.